# Stile antico
Ne doit pas être confondu avec Stile Antico.

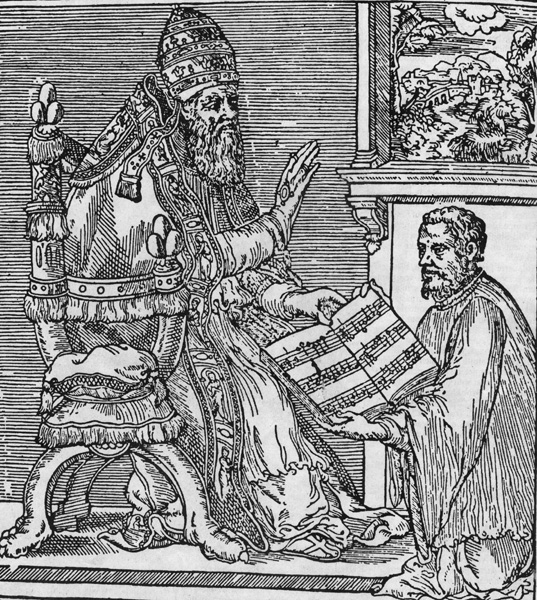
Représentation du stile antico

Le stile antico (italien « style ancien ») désigne la musique religieuse du XVIIe siècle écrite dans le style de Palestrina : musique a cappella d'une polyphonie fluide et coulante. S'oppose au stile moderno écrit pour plusieurs voix avec accompagnement d'un continuo.
Certains compositeurs de l'époque écrivaient dans les deux styles, selon les œuvres.